# TNM Super League
TNM Super League jest najwyższą piłkarską klasą rozgrywkową w Malawi. Powstała w 1986. Skupia 15 najlepszych drużyn w tym kraju.

## Mistrzowie
| - 1986: Bata Bullets Blantyre - 1987: CIVO United Lilongwe - 1988: MDC United Blantyre - 1989: Admarc Tigers Blantyre - 1990: Limbe Leaf Wanderers Blantyre - 1991: Bata Bullets Blantyre - 1992: Bata Bullets Blantyre - 1993: Silver Strikers Lilongwe - 1994: Silver Strikers Lilongwe - 1995: Limbe Leaf Wanderers Blantyre - 1995/1996: Silver Strikers Lilongwe - 1996/1997: Telecom Wanderers Blantyre - 1997/1998: Telecom Wanderers Blantyre |  | - 1998/1999: Bata Bullets Blantyre - 1999/2000: Bata Bullets Blantyre - 2000/2001: Total Big Bullets Blantyre - 2001/2002: Total Big Bullets Blantyre - 2002/2003: Bakili Bullets Blantyre - 2004: Bakili Bullets Blantyre - 2005/2006: Big Bullets Blantyre - 2006: MTL Wanderers Blantyre - 2007: Escom United Blantyre - 2008: Silver Strikers Lilongwe - 2009/2010: Silver Strikers Lilongwe - 2010/2011: Escom United Blantyre - 2024: Silver Strikers FC |

## Podsumowanie
|   | Klub                     | Miasto   | Liczba tytułów | Ostatni tytuł |
| - | ------------------------ | -------- | -------------- | ------------- |
| 1 | Bullets Blantyre         | Blantyre | 10             | 2005          |
| 2 | Wanderers Blantyre       | Blantyre | 5              | 2006          |
| 2 | Silver Strikers Lilongwe | Lilongwe | 5              | 2009          |
| 4 | Escom United Blantyre    | Blantyre | 2              | 2011          |
| 5 | Admarc Tigers Blantyre   | Blantyre | 1              | 1989          |
| 5 | CIVO United Lilongwe     | Lilongwe | 1              | 1987          |
| 5 | MDC United Lilongwe      | Lilongwe | 1              | 1988          |

## Królowie Strzelców
| Sezon     | Król strzelców         | Klub                    | Bramki |
| 2001/2002 | Heston Munthali        | MDC United Lilongwe     | 24     |
| 2002/2003 | Ganizani Malunga       | Bakili Bullets Blantyre | 28     |
| 2004      | Rodrick Douglas        | Illovo FC               | 18     |
| 2005/2006 | Aggrey Kanyenda        | Wanderers Blantyre      | 18     |
| 2006      | Aggrey Kanyenda        | Wanderers Blantyre      | 16     |
| 2007      | Chiukepo Msowoya       | Escom United Blantyre   | 17     |
| 2008      | Diverson "Agogo" Mlozi | Bullets Blantyre        | 14     |